# Alfredo Foni
Alfredo Foni (20 de gener, 1911 - 28 de gener, 1985) fou un futbolista i entrenador de futbol italià.
Formà amb el seu company de la Juventus FC Pietro Rava la millor parella defensiva dels Jocs Olímpics de 1936 i de la Copa del Món de futbol de 1938, competicions que guanyà. A més de a la Juventus jugà a Udinese Calcio, SS Lazio i Calcio Padova.
També fou un brillant entrenador a Itàlia i a Suïssa. Dirigí ambdues seleccions nacionals. També dirigí al FC Inter de Milà, club amb el qual guanyà dues lligues consecutives els anys 1953 i 1954.